# Aprasia haroldi
Aprasia haroldi — вид геконоподібних ящірок родини лусконогових (Pygopodidae). Ендемік Австралії. 

## Поширення і екологія
Aprasia haroldi мешкають в районі затоки Шарк-Бей у Західній Австралії, зокрема на острові Дерк-Хартог. Вони живуть у прибережних піщаних пустелях, серед солончаків, акацій, чагарників і трави.